# Миньон (фильм)
«Миньон» (англ. The Minion) — американский фантастический боевик 1998 года, известный в России под названием «Рыцарь Апокалипсиса».
Слоган фильма: «Древнее зло не умерло».

## Сюжет
В канун Рождества 1999 года в тоннеле нью-йоркского метро находят скелет и таинственный ключ. Новость об открытии достигает древнего монастыря, обитатели которого направляют в город своего лучшего воина Лукаса (Дольф Лундгрен), чтобы он защитил реликвию.

## В ролях
- Дольф Лундгрен — Лукас
- Франсуаза Робертсон — Карен Гудлиф
- Рок ЛаФортуна — Дэвид Шульман
- Дэвид Нирмэн — лейтенант Розберри
- Аллен Олтмэн — Данте
- Жан-Марк Биссон — Бернард
- Дон Фрэнкс — Майкл Бир
- Майкл Грейайс — «Грэй Игл»
- Энди Брэдшоу — фотограф
- Виктория Санчес — полицейский переводчик

## Прокат
Премьерный показ состоялся 21 мая 1998 года на Каннском кинофестивале. В кинопрокат вышел в Южной Корее и Сирии сентябре 1998 года, то есть позже видео-релиза, представленного в июле того же года.
В разных странах выходил под различными названиями:
- в Германии и Португалии — Рыцарь Апокалипсиса (Der Ritter der Apokalypse и O Cavaleiro do Apocalipse, соответственно),
- в Испании — Посланник (El enviado),
- в Канаде — Падший рыцарь (Fallen Knight),
- в Италии и Франции — Последний тамплиер (L’ultimo dei templari и Le Dernier templier, соответственно),
- в Чешской Республике — Лукас (Lukas),
- в Бразилии — Воин будущего (O Guerreiro do Futuro).